# Prva bitka na Marni
Prva bitka na Marni (znana tudi kot čudež na Marni) je bila bitka prve svetovne vojne, ki je potekala na zahodni fronti med 5. in 12. septembrom leta 1914. Bitka se je končala z britansko in francosko zmago. V njej se je zahodnima zaveznikoma posrečilo ustaviti do takrat neustavljivo nemško napredovanje, ter tako Pariz rešiti pred obkolitvijo. Po tej bitki se je fronta ustalila in začelo se je mučno in dolgotrajno bojevanje v strelskih jarkih.